# Фантін Лезаффр
Фантін Лезаффр (фр. Fantine Lesaffre, 10 листопада 1994) — французька плавчиня.
Учасниця Олімпійських Ігор 2016 року.
Призерка Чемпіонату світу з плавання на короткій воді 2018 року.
Чемпіонка Європи з водних видів спорту 2018 року.
Призерка Чемпіонату Європи з плавання на короткій воді 2017 року.